# Meurville
Meurville is een gemeente in het Franse departement Aube (regio Grand Est) en telt 182 inwoners (2004). De plaats maakt deel uit van het arrondissement Bar-sur-Aube.

## Geografie
De oppervlakte van Meurville bedraagt 17,0 km², de bevolkingsdichtheid is 10,7 inwoners per km².
De onderstaande kaart toont de ligging van Meurville met de belangrijkste infrastructuur en aangrenzende gemeenten.

## Demografie
Onderstaande figuur toont het verloop van het inwonertal (bron: INSEE-tellingen).

Vanwege een beveiligingsprobleem met de MediaWiki Graph-software is het momenteel niet mogelijk deze grafiek weer te geven. Zodra de software is bijgewerkt zal de grafiek vanzelf weer zichtbaar worden.

## Externe links

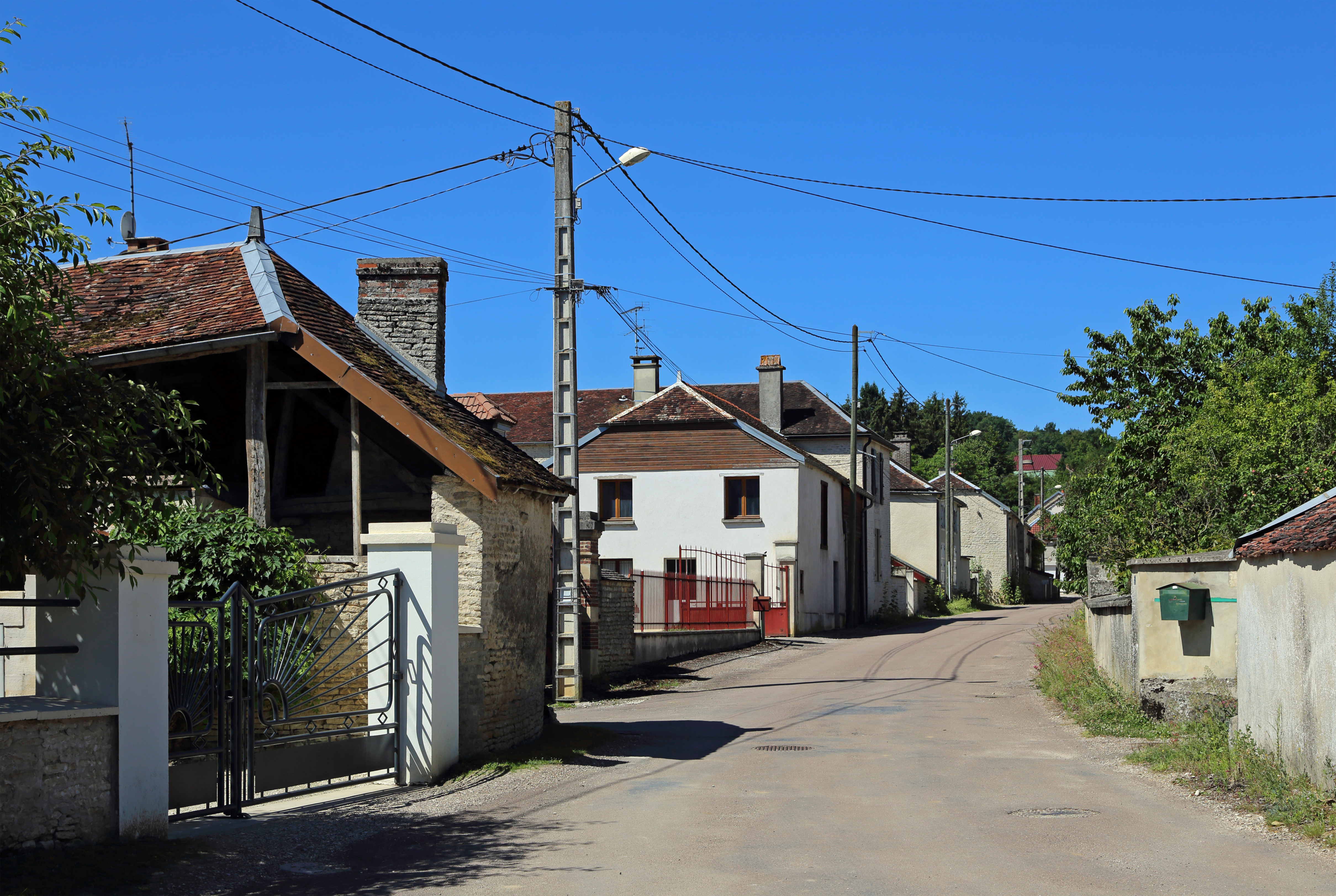
De Rue Haute, een van de hoofdstraten in Meurville
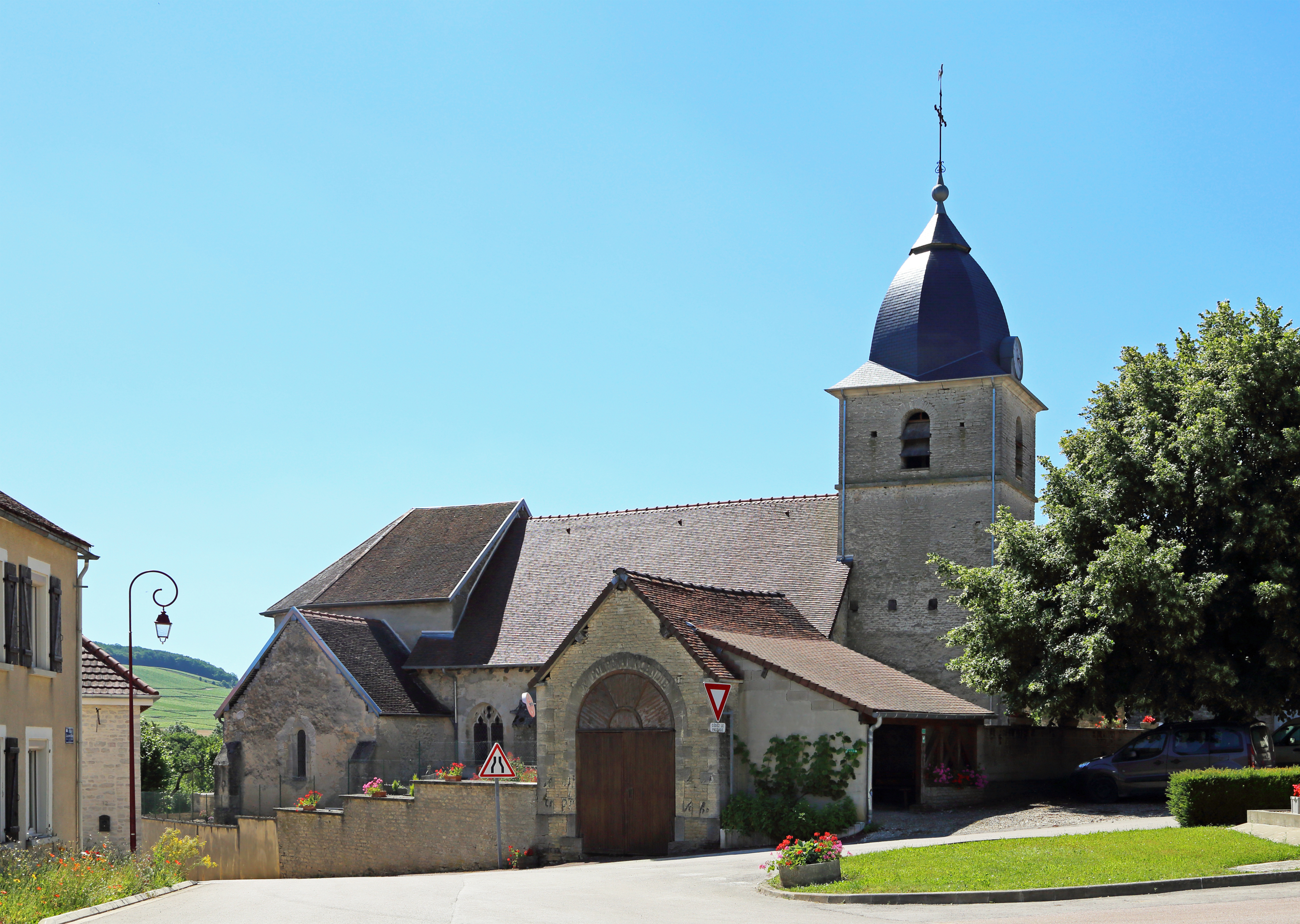
De Sint-Benedictuskerk (église Saint-Benoît) van Meurville
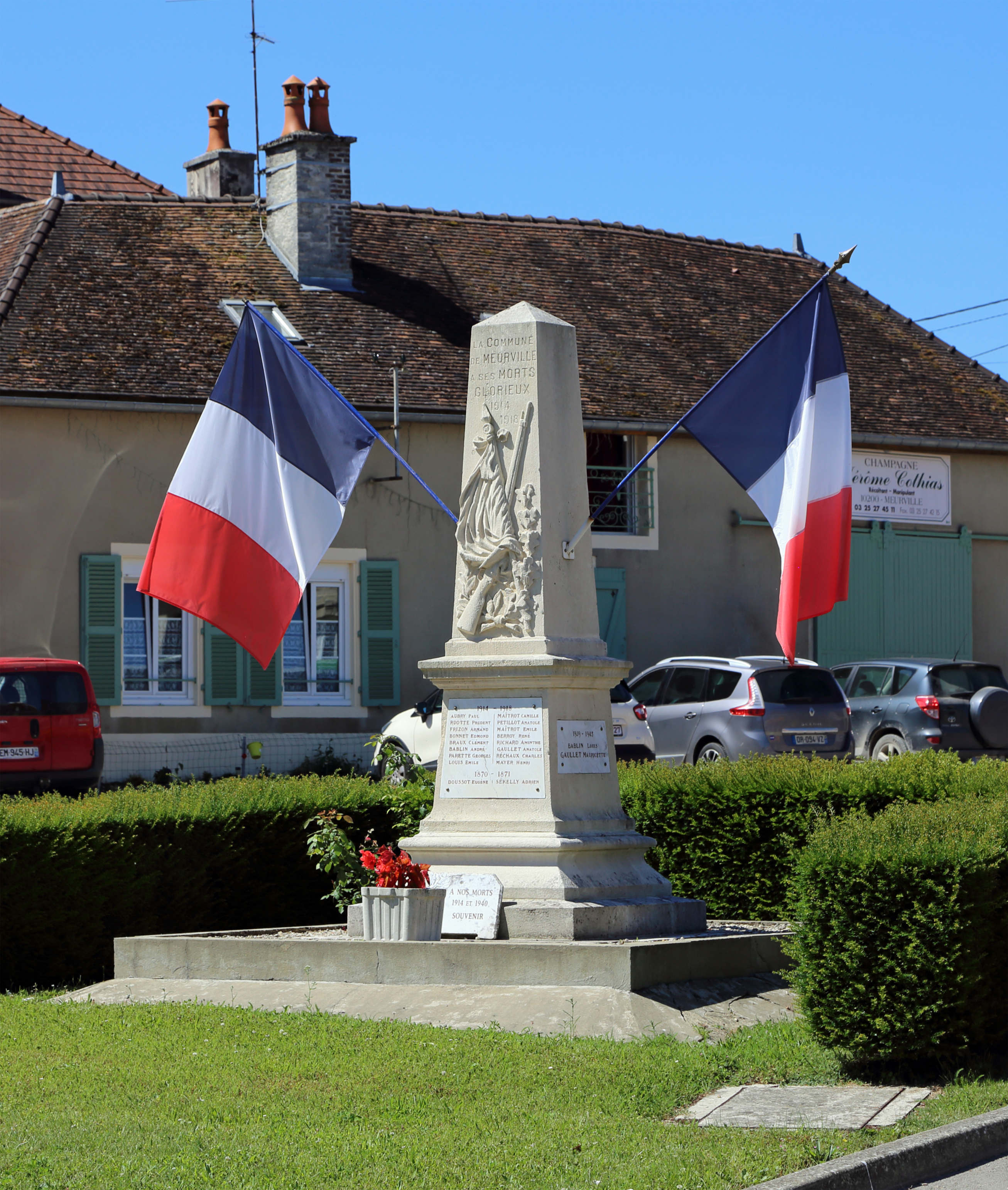
Oorlogsgedenkteken